# Walk On (álbum de Boston)
Walk On (en español: Sigue caminando) es el cuarto álbum de estudio de la banda de rock estadounidense Boston, el cual fue publicado en 1994. Este álbum es el primero y único que cuenta con Fran Cosmo en la voz principal.
Tras el éxito global de Third Stage, el grupo comenzó a planificar su próximo material y escribió Walk On en 1988. Delp dejó la banda en 1989 para integrarse al guitarrista original de Boston Barry Goudreau y formar RTZ. Él regresó al grupo para las grabaciones de Walk On, el tour del mismo nombre y para grabar el álbum Corporate America.
Walk On alcanzó el 7° del Billboard 200 el 25 de junio de 1994  y fue certificado disco de platino por la Recording Industry Association of America (RIAA) el 8 de septiembre de 1994.
El tour Walk On se desarrolló entre 1994 y 1995, en los Estados Unidos como en todo el mundo, en el cual participaron juntos Delp y el vocalista de Walk On Fran Cosmo.

## Lista de canciones
1. “I Need Your Love” (Fred Sampson y Tom Scholz) - 5:33
2. “Surrender to Me” (Bobby Laquidara, Tom Scholz y David Sikes) - 5:34
3. “Livin' for You” (Tom Scholz) - 4:58
4. “Walkin' at Night (Tom Scholz) - 2:02
5. “Walk On” (Brad Delp, Tom Scholz y David Sikes) - 2:58
6. “Get Organ-ized” (Tom Scholz) - 4:28
7. “Walk On (Some More)” (Brad Delp, Tom Scholz y David Sikes) - 2:55
8. “What's Your Name” (Tom Scholz) - 4:28
9. “Magdalene” (Rusty Foulke, Tom Scholz y David Sikes) - 5:58
10. “We Can Make It” (Bob Cedro, Tom Scholz y David Sikes) - 5:30

## Formación
- Fran Cosmo - voz principal
- Tom Scholz - guitarra, bajo, batería, piano, órgano, teclado, clavinet y aplausos
- Gary Pihl - guitarra y aplausos
- David Sikes - bajo y coros
- Doug Huffman - batería
- Matt Belyea - aplausos
- Bob Cedro - guitarra rítmica y efectos especiales
- Tommy Funderburk - coros

## Producción
- Productor: Tom Scholz
- Ingeniero: Tom Scholz
- Ingenieros Asistentes: Gary Pihl y David Sikes
- Remasterización: Ted Jensen
- Arreglista: Tom Scholz
- Diseño: Ron Larson
- Diseño de portada: Andy Engel
- Ilustración: Ron Larson